# Steven Lukes
Steven Michael Lukes (nacido el 8 de marzo de 1941) es un teórico político y social británico. Actualmente es profesor de política y sociología en la Universidad de Nueva York. Anteriormente fue profesor en la Universidad de Siena, el Instituto Universitario Europeo (Florencia) y la Escuela de Economía de Londres.

## Vida y carrera
Lukes asistió a la Royal Grammar School en Newcastle upon Tyne, completando sus estudios allí en 1958. Lukes completó su licenciatura en 1962 en el Balliol College, Oxford. Trabajó como investigador en el Nuffield College y como profesor de política en el Worcester College y completó su maestría en 1967. En 1968, completó su doctorado sobre la obra de Émile Durkheim. De 1966 a 1987 fue miembro y tutor de política en el Balliol College. Es miembro de la Academia Británica (FBA) y profesor visitante en la Universidad de París, la Universidad de Nueva York, la Universidad de California en San Diego y la Universidad Hebrea.
De 1974 a 1983 fue presidente del Comité de Historia de la Sociología de la Asociación Internacional de Sociología. Fue codirector del Foro Europeo sobre Ciudadanía en el Instituto Universitario Europeo de 1995 a 1996.
En abril de 2006, Lukes se casó con la comentarista política y autora Katha Pollitt, siendo este su tercer matrimonio. Lukes era previamente viudo. Tiene tres hijos de su matrimonio anterior con la abogada inglesa Nina Stanger.[cita requerida]

## Intereses académicos
Los principales intereses de Lukes son la teoría política y social, la sociología de Durkheim y sus seguidores, el individualismo, la racionalidad, la categoría de persona, el marxismo y la ética, la sociología de la moral y las nuevas formas de liberalismo, las variedades de concepciones del poder, la noción de la "buena sociedad", la racionalidad y el relativismo, el conflicto moral y la política.
Es miembro del consejo editorial del European Journal of Sociology y dirige un proyecto de investigación sobre lo que queda de la idea socialista en Europa Occidental y Oriental.

### Las tres dimensiones del poder
Una de las teorías académicas de Lukes es la de las "tres caras del poder", presentada en su libro Poder: una visión radical. Esta teoría afirma que el poder se ejerce de tres maneras: poder de decisión, poder de no decisión y poder ideológico.[cita requerida]
El poder de decisión es la más pública de las tres dimensiones. El análisis de este "rostro" se centra en las preferencias políticas reveladas a través de la acción política.
El poder no decisorio es el que establece la agenda en los debates y hace que ciertas cuestiones (por ejemplo, los méritos del socialismo en los Estados Unidos) sean inaceptables para su discusión en foros públicos "legítimos". La adición de esta cara proporciona una visión bidimensional del poder que permite al analista examinar tanto los problemas actuales como los potenciales, ampliando el enfoque en el conflicto observable a aquellos tipos que podrían observarse de forma abierta o encubierta.
El poder ideológico permite influir en los deseos y pensamientos de las personas, incluso haciéndoles querer cosas opuestas a sus propios intereses (por ejemplo, haciendo que las mujeres apoyen una sociedad patriarcal). Lukes ofrece esta tercera dimensión como una "crítica exhaustiva" del enfoque conductual de las dos primeras dimensiones, complementando y corrigiendo las deficiencias de las visiones anteriores, permitiendo al analista incluir tanto los conflictos latentes como los observables. Lukes sostiene que una crítica completa del poder debería incluir tanto los intereses subjetivos como los intereses "reales" de aquellos excluidos del proceso político.

## Obras

### Libros
- Lukes, Steven (1972). Émile Durkheim: His Life and Work. New York: Harper & Row.
- Lukes, Steven (1973). Individualism. New York: Harper & Row.
- Lukes, Steven (1974). Power: A Radical View. London: Macmillan.
  - Lukes, Steven (2005). Power: A Radical View (2nd edición). London: Palgrave Macmillan.
  - Lukes, Steven (2021). Power: A Radical View (3rd edición). London: Palgrave Macmillan.
- Lukes, Steven (1977). Essays in Social Theory. New York: Columbia University Press.
- Lukes, Steven (1985). Marxism and Morality. Oxford: Clarendon Press.
- Lukes, Steven (1991). Moral Conflict and Politics. Oxford: Clarendon Press.
- Lukes, Steven (1995). The Curious Enlightenment of Professor Caritat. London: Verso.
- Lukes, Steven (2003). Liberals and Cannibals. London: Verso.
- Lukes, Steven (2008). Moral Relativism. London: Picador/Macmillan.